# MK Group
MK Group је српски холдинг који послује у сектору пољопривреде, банкарства и туризма. Основан је 1983. године, а од тада је проширио своје пословање широм југоисточне Европе са посебним фокусом на четири земље у региону: Србију, Словенију, Хрватску и Црну Гору.

## Историја
Српски економиста и предузетник Миодраг Костић започео је 1983. године приватни бизнис, првобитно као власник приватног предузећа за трговину, увоз-извоз и производњу. MK Group сада послује у више земаља југоисточне Европе.